# Verena Jooß
Verena Jooß (Karlsruhe, 9 de enero de 1979) es una deportista alemana que compitió en ciclismo en la modalidad de pista, especialista en la prueba de persecución por equipos.
Ganó una medalla de bronce en el Campeonato Mundial de Ciclismo en Pista de 2008 y una medalla de bronce en el Campeonato Europeo de Ciclismo en Pista de 2010.

## Medallero internacional
| Campeonato Mundial | Campeonato Mundial       | Campeonato Mundial | Campeonato Mundial      |
| Año                | Lugar                    | Medalla            | Competición             |
| ------------------ | ------------------------ | ------------------ | ----------------------- |
| 2008               | Mánchester (Reino Unido) | Medalla de bronce  | Persecución por equipos |
| Campeonato Europeo |                          |                    |                         |
| Año                | Lugar                    | Medalla            | Competición             |
| 2010               | Pruszków (Polonia)       | Medalla de bronce  | Persecución por equipos |